# Medalha Alvar Aalto
A Medalha Alvar Aalto foi criada em 1967 pelo Museu de Arquitetura Finlandesa e pela Associação Finlandesa de Arquitetos em memória do arquiteto Alvar Aalto. A condecoração é oferecida em reconhecimento de uma contribuição significativa para a criação arquitetónica. A cerimónia de entrega é frequentemente feita durante o Simpósio Alvar Aalto, realizado a cada quatro anos em Jyväskylä, cidade natal de Aalto.

## Laureados com a Medalha Alvar Aalto
| Ano  | Laureado                           | País           |
| ---- | ---------------------------------- | -------------- |
| 1967 | Alvar Aalto                        | Finlândia      |
| 1973 | Hakon Ahlberg                      | Suécia         |
| 1978 | James Stirling                     | Reino Unido    |
| 1982 | Jørn Utzon                         | Dinamarca      |
| 1985 | Tadao Ando                         | Japão          |
| 1988 | Alvaro Siza                        | Portugal       |
| 1992 | Glenn Murcutt                      | Austrália      |
| 1998 | Steven Holl                        | Estados Unidos |
| 2003 | Rogelio Salmona                    | Colômbia       |
| 2009 | Tegnestuen Vandkunsten             | Dinamarca      |
| 2012 | Paulo David                        | Portugal       |
| 2015 | Fuensanta Nieto e Enrique Sobejano | Espanha        |
| 2017 | Zhang Ke                           | China          |